# Volvo XC70
Volvo XC70 är en personbil från Volvo Personvagnar som tillverkats i tre generationer sedan 1997. Modellbeteckningen var ursprungligen V70 XC, men namnet ändrades 2003 i samband med lanseringen av Volvo XC90.

## Första generationen 1998-2000
År 1998 lanserades V70 Cross Country, den första generationen med fyrhjulsdrift. Den bestod av en enkel viskokoppling som automatiskt kopplade in bakhjulen vid behov. Alla fyrhjulsdrivna Volvomodeller hade denna viskokoppling fram till år 2002, då den ersattes av den svensktillverkade haldexkopplingen och först då benämndes XC70. Första generationen var en stor framgång för Volvo när den kom 1998, och blev instegsmodellen i SUV-segmentet som ledde till att XC90 skapades senare.

### Modeller och motorprogram
Bensin
| Modellnamn | Effekt (hk) | Vridmoment (Nm@rpm) | Volym (cm³) | Motormodell | Kommentar                                       |
| ---------- | ----------- | ------------------- | ----------- | ----------- | ----------------------------------------------- |
| 2.5T AWD   | 193         | 270@1800            | 2435        | B5254 T     | Rak femcylindrig bensinmotor med lättrycksturbo |

## Andra generationen 2000-2007
V70XC - XC70 byggs likt V70 på den så kallade P2-plattformen. XC70 har förutom olackerade stötfångare, sidokjolar och breddade skärmkanter, större hjul och högre markfrigång även kraftigare drivlina och kraftigare komponenter i framvagnen jämfört med V70. Interiört är V70 identisk med XC70 undantaget ett handtag i mittkonsolen.
XC70 är Volvos andra generation av modellen V70XC, men namnet ändrades till XC70 i början av år 2003 i samband med att Volvo XC90 lanserades. Euro-NCAP har inte gjort några krocktester med bilen, men eftersom S60 eller gamla S80 i stort delar komponenter med XC70, har dessa fått gälla som referenser och har uppnått fyra stjärnor.

Årsmodell 2000-2002, Viskokoppling.

Årsmodell 2003- v.19 2005, Haldexkoppling "Haldex gen. 2", (Vridmomentet överförs till bakhjulen efter att framhjulen diffrensierat 1/7-dels varv mot bakhjulen).

Årsmodell v.20 2006- v.19 2007, Haldexkoppling "Haldex gen. 3", (Med "Instant traction" En elektrisk pump bygger upp trycket i Haldexenheten så vridmoment kan överföras till bakhjulen direkt vid start)

### Modeller och motorprogram
Bensin
| Modellnamn           | Effekt (hk) | Vridmoment (Nm@rpm) | Volym (cm³) | Motormodell | Kommentar                                       |
| -------------------- | ----------- | ------------------- | ----------- | ----------- | ----------------------------------------------- |
| 2.4T AWD (2000-2003) | 200         | 285@1800-5000       | 2435        | B5244 T3    | Rak femcylindrig bensinmotor med lättrycksturbo |
| 2.5T AWD (2003-2007) | 210         | 320@1500-4500       | 2521        | B5254 T2    | Rak femcylindrig bensinmotor med lättrycksturbo |

Diesel
| Modellnamn         | Effekt (hk) | Vridmoment (Nm@rpm) | Volym (cm³) | Motormodell | Kommentar                                                 |
| ------------------ | ----------- | ------------------- | ----------- | ----------- | --------------------------------------------------------- |
| D                  | 126         | 300@2250            | 2401        | D5244 T2    | Rak femcylindrig dieselmotor med turbo (Vilken marknad?)  |
| D5 AWD (2000-2005) | 163         | 340@1750-3000       | 2401        | D5244 T     | Rak femcylindrig dieselmotor med turbo                    |
| D5 AWD (2005-2007) | 185         | 400@2000-2750       | 2400        | D5244 T4    | Rak femcylindrig dieselmotor med turbo och partikelfilter |

## Tredje generationen 2007-2016
Tredje generationen av XC70 lanserades med en sexcylindrig bensinmotor samt en femcylindrig dieselmotor som alternativ.
Bilen tillverkades bara i Torslandaverken.

### DRIVe
XC70 kom i en DRIVe-version 2009. Motorn är samma 2.4D motor som i XC60 DRIVe med en effekt på 175 hästkrafter och ett vridmoment på 420 newtonmeter. Volvo utlovar för XC70 2.4D DRIVe en förbrukning på 6,0 l/100 km och utsläpp av koldioxid på 159 g/km.

### Modeller och motorprogram
Bensin
| Modellnamn          | Effekt (hk@rpm) | Vridmoment (Nm@rpm) | Volym (cm³) | Motormodell | Kommentar                                                     |
| ------------------- | --------------- | ------------------- | ----------- | ----------- | ------------------------------------------------------------- |
| 3.2 (2010- )        | 243@6400        | 320@3200            | 3192        | B6324S5     | Rak sexcylindrig bensinmotor (Säljs ej i Sverige)             |
| 3.2 AWD (2010- )    | 243@6400        | 320@3200            | 3192        | B6324S5     | Rak sexcylindrig bensinmotor (Säljs ej i Sverige)             |
| T6 AWD (2010- )     | 304@5600        | 440@2100-4200       | 2953        | B6304T4     | Rak sexcylindrig bensinmotor med lättrycksturbo               |
|                     |                 |                     |             |             |                                                               |
| 3.2 AWD (2007-2010) | 238@6200        | 320@3200            | 3192        | B6324S      | Rak sexcylindrig bensinmotor (Såldes ej i Sverige efter 2008) |
| T6 AWD (2008-2010)  | 285@5600        | 400@1500-4800       | 2953        | B6304T2     | Rak sexcylindrig bensinmotor med turbo                        |

Diesel
| Modellnamn             | Effekt (hk@rpm) | Vridmoment (Nm@rpm) | Volym (cm³) | Motormodell | Kommentar                                                                      |
| ---------------------- | --------------- | ------------------- | ----------- | ----------- | ------------------------------------------------------------------------------ |
| D3 DRIVe (2010- )      | 163@2900        | 400@1400-2850       | 1984        | D5204T2     | Rak femcylindrig dieselmotor med turbo (Euro 5) , Framhjulsdrift - manuell     |
| D3 (2010- )            | 163@2900        | 400@1400-2850       | 1984        | D5204T2     | Rak femcylindrig dieselmotor med turbo (Euro 5) , Framhjulsdrift - automatlåda |
| D3 AWD (2010- )        | 163@4000        | 420@1500-2500       | 2400        | D5244T16    | Rak femcylindrig dieselmotor med tvåstegsturbo (Euro 5)                        |
| D4 AWD                 | 181@4000        | 420@1500-2500       | 2400        | D5244T12    | Rak femcylindrig dieselmotor med turbo                                         |
| D5 AWD (2011- )        | 215@4000        | 440@1500-3250       | 2400        | D5244T10    | Rak femcylindrig dieselmotor med tvåstegsturbo (Euro 5)                        |
| 2.4D DRIVe (2009-2010) | 175@3000-4000   | 420@1500-2750       | 2400        | D5244T14    | Rak femcylindrig dieselmotor med turbo (Euro 4) , Framhjulsdrift - manuell     |
| 2.4D (2009-2010)       | 175@3000-4000   | 420@1500-2750       | 2400        | D5244T14    | Rak femcylindrig dieselmotor med turbo (Euro 4) , Framhjulsdrift - automatlåda |
| 2.4D AWD (2009-2010)   | 163@4000        | 420@1500-2500       | 2400        | D5244T16    | Rak femcylindrig dieselmotor med tvåstegsturbo (Euro 4)                        |
| D5 AWD (2007-2009)     | 185@4000        | 400@2000-2750       | 2400        | D5244T4     | Rak femcylindrig dieselmotor med turbo (Euro 4)                                |
| D5 AWD (2010-2011)     | 205@4000        | 420@1500 – 3000     | 2400        | D5244T10    | Rak femcylindrig dieselmotor med Dubbelturbo                                   |

## Tillverkningsantal
| År    | Volvo XC70 |
| ----- | ---------- |
| 2007  | 15 364     |
| 2008  | 31 140     |
| 2009  | 14 694     |
| 2010  |            |
| 2011  | 26 919     |
| 2012  |            |
| 2013  |            |
| 2014  |            |
| 2015  | ≈ 30 175   |
| 2016  | ≈ 23 714   |
| Summa |            |